# E05号線
E05号線 (E05ごうせん、英: European route E05) は、欧州自動車道路のAクラス幹線道路。ヨーロッパを南北に縦断する基準道路としては最も西を走っている。イギリスのスコットランド・グリーノックからフランスを経由して、スペインのアルヘシーラスまでを結ぶ。

## 経路
E05号線はイギリス、フランス、スペインを経由し、イギリス・フランス間には海路が存在する。

### イギリス
- （経由）: グリーノック - グラスゴー
- : グラスゴー市内
- および: グラスゴー - グレトナ - カーライル
- : カーライル - ペンリス - プレストン - リヴァプール - ウォリントン - バーミンガム
  - および: カノック（英語版）から分岐しバーミンガム市内を迂回する。
- : バーミンガム市内
- : バーミンガム - オックスフォード
- : オックスフォード - ニューベリー - ウィンチェスター
- : ウィンチェスター - サウサンプトン

サウサンプトンとル・アーヴル間の英仏海峡でE05号線は一旦途切れる。直通のフェリー航路はないが、沿いに東進した近くのポーツマスからル・アーヴルに接続する。

### フランス
- および: ル・アーヴル - タンカルヴィル - ブルヌヴィル（英語版）
- : ブルヌヴィル - ルーアン - ヴェルサイユ - パリ (ノルマンディー自動車道路)
- ペリフェリック: パリ市内
- : パリ - マシー
- : マシー - オルレアン - ブロワ - トゥール - ポワティエ - ニオール - サント - ボルドー
- および: ボルドー市内
- : ボルドー - バイヨンヌ - ビアリッツ - アンダイエ

### スペイン
- : イルン - サン・セバスティアン - エイバル
- および:エイバル - ビトリア(市内で国道622号線 (スペイン)（スペイン語版）を経由する) - アルミニョン（英語版） - ブルゴス - マドリード
- : マドリード市内
- (): マドリード - セビリア - ドス・エルマーナス
- : ドス・エルマーナス - プエルト・レアル（英語版）
- : プエルト・レアル - ベヘール・デ・ラ・フロンテーラ
- 国道340号線 (スペイン)（スペイン語版）: ベヘール・デ・ラ・フロンテーラ - アルヘシーラス
- : アルヘシーラス - 国道357号線 (スペイン)（スペイン語版）